# Qallimiut
Qallimiut (o Qagdlumiut) è un villaggio della Groenlandia di 14 abitanti (gennaio 2005). Si trova a 60°42'N 45°22'O; appartiene al comune di Kujalleq.